# Dactylissa digiticornis
Dactylissa digiticornis är en tvåvingeart som beskrevs av Fischer 1932. Dactylissa digiticornis ingår i släktet Dactylissa och familjen Ropalomeridae. Inga underarter finns listade i Catalogue of Life.